# Interface Message Processor
Pour les articles homonymes, voir IMP.

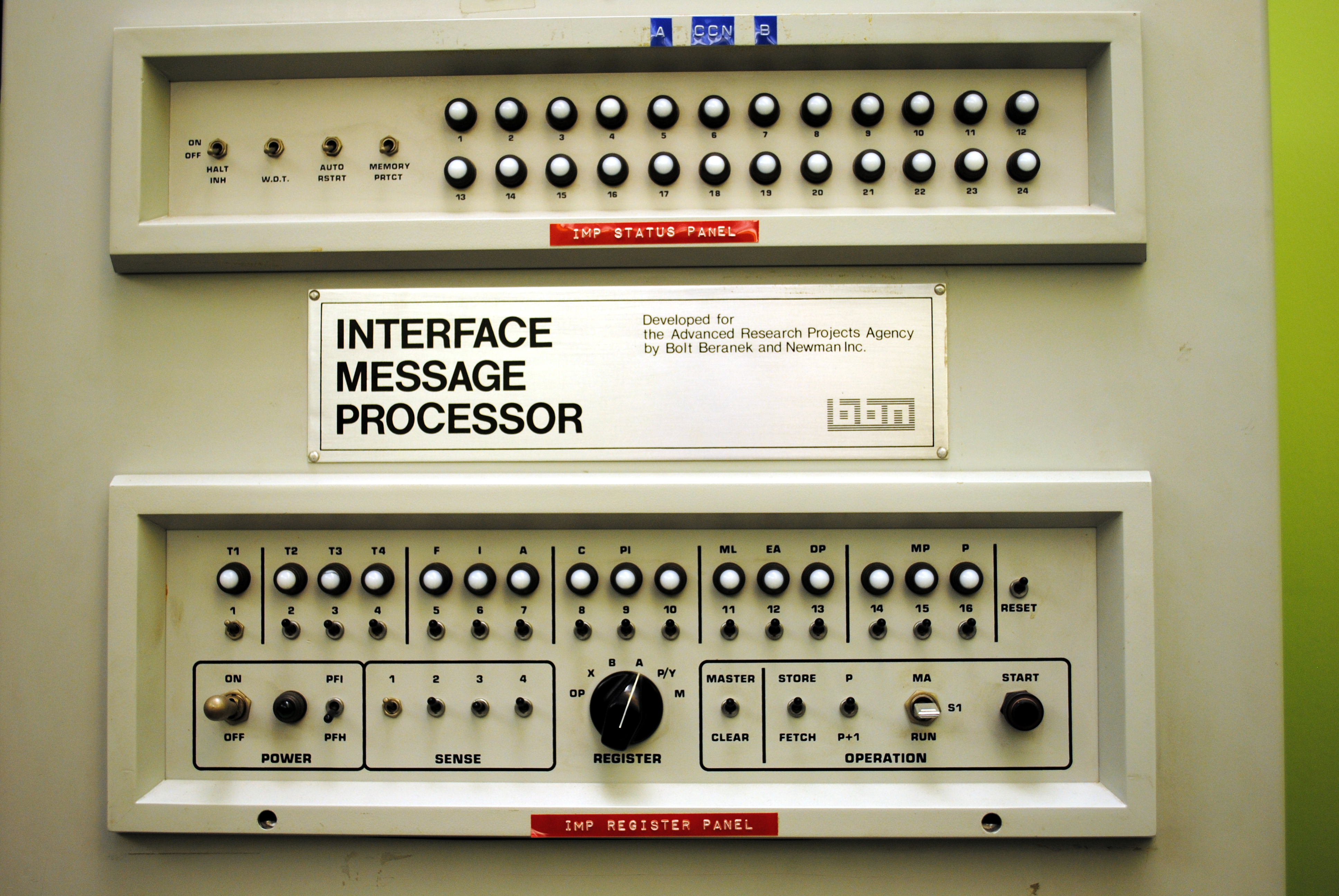
Panneau de commande d'un IMP

L'Interface Message Processor (IMP) est l'équipement informatique au cœur du premier réseau informatique américain Arpanet en 1969. Il a pour mission la gestion des datagrammes et la connexion des ordinateurs à temps partagé. Construit autour de l'ordinateur Honeywell 516 par la société BBN, c'est la première génération de routeur,,.
Les IMP sont au cœur d'ARPANET pendant 20 ans, jusqu'à son extinction en 1989.

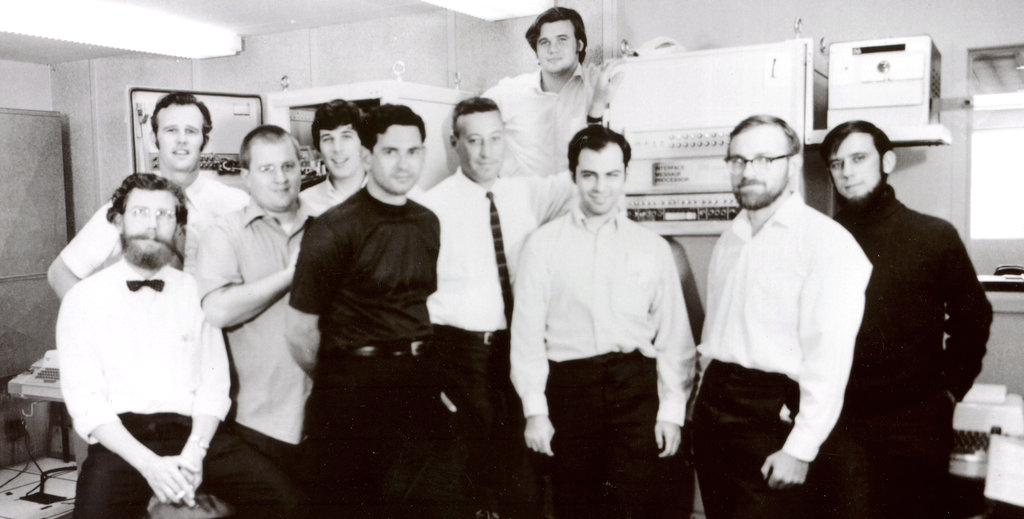
L'équipe IMP. De gauche à droite : Truett Thatch, Bill Bartell (Honeywell), Dave Walden, Jim Geisman, Robert Kahn, Frank Heart, Ben Barker, Marty Thorpe, Will Crowther, Severo Ornstein. Absent sur la photo: Bernie Cosell